# خالد آئچو
خالد آوچو (متولد ۸ اوت ۱۹۹۳) بازیکن فوتبال حرفه ای اوگاندا است که در باشگاه فوتبال مصر المقاصه که در لیگ برتر مصر حضور دارد توپ می‌زند. وی همچنین به تیم ملی اوگاندا هم دعوت شده تا به عنوان هافبک دفاعی بازی در تیم ملی بازی کند.
اوچو زمانی که در تیم جرثقیل‌های اوگاندا حضور داشت، موفق شد در ۴ سپتامبر ۲۰۱۶ برای اولین بار در ۲۸ سال همراه تیم ملی اوگاندا به جام ملت‌های آفریقا راه یابد.
اوچو در باشگاه‌های مختلف فوتبال بازی کرده‌است، مانند باشگاه شهرداری جینجا از سال ۲۰۰۹ تا ۲۰۱۰، تیم فوتبال آب اوگاندا از سال ۲۰۱۰ تا ۲۰۱۲، سیمبا اف. سی اوگاندا، توسکر اف سی کنیا، گر ماهیا کنیا و باروکا از لیگ برتر فوتبال آفریقای جنوبی.

## اوایل زندگی
خالد اوچو در جینجا، اوگاندا متولد شد. او در مدرسه ابتدایی نماگابی-کایونگا ، سنت تودوس (سطح اُ) و در آخر در مدرسه مختلط ایگانگا (سطح آ) شرکت کرد.

## حرفه باشگاهی

### باشگاه فوتبال گر ماهیا
اوچو از سال ۲۰۱۵ تا می ۲۰۱۶ برای تیم لیگ برتر کنیا، گر ماهیا بازی کرد. او از توسکر به این تیم یعنی گر ماهیا پیوست و در ۸ ژانویه ۲۰۱۵ در ورزشگاه خانگی گر ماهیا، ورزشگاه نیایو رونمایی شد. او اولین گل خود را برای گر ماهیا در ۲۲ مارس ۲۰۱۵ در دقیقه ۴۱ و در برابر سوگرس چمیللی به ثمر رساند. این بازی با نتیجه ۳–۱ به نفع گر ماهیا پایان یافت. آوچو آخرین بازی خود را برای گر ماهیا در ۲۵ می ۲۰۱۶ در استادیوم موی کیسوما برابر سوفاپاکا اف سی انجام داد، جایی که او در اولین بازی برای قهرمانان کنیا در دقیقه ششم به سر برد، و گر ماهیا بازی اول را بالای جدول با ۲۹ امتیاز به پایان رساند.
در ژوئیه ۲۰۱۶، اوچو در تیم آبردین، در لیگ برتر اسکاتلند قرارداد بست؛ اما انتقال به آبردین پس از اختلاف هزینه انتقال بین باشگاه‌ها، سقوط کرد. پس از آزمایش‌های ناموفق در اسکاتلند، آئوچو از طرف باروکا اف سی از آفریقای جنوبی با مبلغی معادل ۲۰۰٬۰۰۰ راند (تقریبا ۱٫۶ میلیون KSh) امضا شد.

### باروکا اف سی
در ۲۴ آگوست ۲۰۱۶، آوچو با تیم لیگ برتری فوتبال آفریقای جنوبی به نام باروکا اف سی، قرارداد بست. او اولین بازی خود را برای این تیم در ۱۵ اکتبر ۲۰۱۶ در یک مسابقه لیگ برتر فوتبال آفریقای جنوبی انجام داد که در ورزشگاه کیپ تاون در دقیقه ۵۰ جایگزین چاوک مفوندیسی شد.

### صربستان
در فوریه ۲۰۱۷، در آخرین روزهای فصل و نقل و انتقالات زمستانی، خالید اوچو به پیشنهاد میلوتین سردوویچ سرمربی تیم ملی اوگاندا، به تیم ستاره سرخ بلگراد رفت. ستاره سرخ بلافاصله پس از خرید این بازیکن، او را به صورت قرضی تا پایان فصل به تیم فوتبال بئوگراد صربستان فرستاد. اما به دلیل مشکلات اداری با ویزای مفقود شده، آوچو به‌طور رسمی و دائمی، یک قرارداد شش‌ماهه با او.اف. کی بئوگراد امضا کرد تا ادامه دورانش را در آنجا بگذراند. بعد از سقوط این باشگاه به چند سطح پایین‌تر یعنی لیگ صربستان بلگراد، اوچو در سال ۲۰۱۷ دوباره به ستاره سرخ بازگشت و مدتی در آنجا تمرین کرد و پس از آن او در ژوئن همان سال باشگاه را ترک کرد.

### هند
آوچو در فوریه، به بنگال شرقی برای چند بازی لیگ-آی ۲۰۱۸–۲۰۱۷ و سوپر جام هند رفت. او در هر چهار بازی این باشگاه در سوپرجام هند ۲۰۱۸ حضور داشت. او پس از مسابقه آزاد شد.
در سپتامبر ۲۰۱۸ او به یک باشگاه هندی دیگر به نام برادران چرچیل در شهر گوا پیوست. او اولین بازی خود را برای این تیم در لیگ هند در ۲۸ اکتبر ۲۰۱۸ انجام داد و کل بازی را برای این تیم در زمین بود که در آخر بازی ۰–۰ به پایان رسید. او اولین گلش در لیگ هند و باشگاه را در ۹ دسامبر ۲۰۱۸ در پیروزی ۴–۱ تیمش مقابل آیزول اف سی به ثمر رساند. گل او، با پاس گل اسرائیل گورونگ، در دقیقه ۲۳ به ثمر رسید و نتیجه را ۱–۰ به سود برادران چرچیل ادامه داد.

### مصر المقاصه
در ژوئیه ۲۰۱۹ اوچو با قراردادی دو ساله به مصر المقاصه لیگ برتر مصر پیوست.

## حرفه بین‌المللی
آوچو اولین بازی خود را برای تیم ملی اوگاندا (زمانی که در تیم جرثقیل‌های اوگاندا حضور داشت) در برابر رواندا در پیروزی ۱–۰ اوگاندا در جام CECAFA 2013 انجام داد. او اولین گل ملی خود را در همان تورنمنت و در دیدار با سودان به ثمر رساند تا تیمش در مرحله گروهی در تمام بازی‌ها یک بر صفر پیروز شود.
در ماه ژوئن ۲۰۱۶، خالد آوچو در مقدماتی جام ملت‌های آفریقا ۲۰۱۷ در یک ضربه سرزن و تک ضرب در نزدیکی نقطه پنالتی، گل پیروزی ۲–۱ را مقابل بوتسوانا به ثمر رساند.
آوچو توسط سرمربی اوگاندا یعنی میلوتین سردوویچ به تیم ملی فوتبال اوگاندا برای جام ملتهای آفریقا ۲۰۱۷ دعوت شد. او اولین بازی خود در این جام را که مقابل غنا بود، در تاریخ ۱۷ ژانویه ۲۰۱۷ به خاطر محرومیت از دست داد.

## آمارهای شغلی

### بین‌المللی
تا تاریخ بازی‌ها به روزرسانی شده تا ۱۶ ژوئیه ۲۰۱۹
| تیم ملی اوگاندا |          |       |
| سال             | برنامه‌ها | اهداف |
| ۲۰۱۳            | ۴        | ۱     |
| ۲۰۱۴            | ۸        | ۰     |
| ۲۰۱۵            | ۶        | ۰     |
| ۲۰۱۶            | ۱۰       | ۱     |
| ۲۰۱۷            | ۵        | ۰     |
| ۲۰۱۸            | ۶        | ۰     |
| ۲۰۱۹            | ۶        | ۰     |
| جمع             | ۴۵       | ۲     |

نمرات و نتایج ابتدا گل‌های اوگاندا را فهرست می‌کند.
| خیر | تاریخ         | محل                                        | مخالف                   | نمره   | نتیجه  | رقابت                          |
| --- | ------------- | ------------------------------------------ | ----------------------- | ------ | ------ | ------------------------------ |
| ۱   | ۵ دسامبر ۲۰۱۳ | ورزشگاه افرا، ناکورو، کنیا                 | سودان</img> سودان       | 1 تا ۰ | 1 تا ۰ | جام CECAFA 2013                |
| ۲   | ۴ ژوئن ۲۰۱۶   | ورزشگاه فرانکیستاون، فرانچیستاون، بوتسوانا | بوتسوانا</img> بوتسوانا | 2-1    | 2-1    | انتخابی جام ملت‌های آفریقا ۲۰۱۷ |

## افتخارات
باشگاه فوتبال گر ماهیا
- قهرمانی در لیگ برتر کنیا: 2015[۱]